# Sunpro-Alwin-Stadion
Das Sunpro-Alwin-Stadion (japanisch サンプロ・アルウィン, englisch Sunpro Alwin Stadium) ist ein Fußballstadion in der japanischen Stadt Matsumoto, Präfektur Nagano, auf der Insel Honshū. Die Anlage ist die Heimspielstätte des Fußballvereins Matsumoto Yamaga FC, gegenwärtig in der J3 League.

## Geschichte
Das Alwin wurde im 2001 fertiggestellt und bietet 20.396 Zuschauern Platz. Bei der Fußball-Weltmeisterschaft 2002 nutzte die Paraguayische Fußballnationalmannschaft es als Basislager. 2007 wurde die Partie Kolumbien gegen Montenegro (1:0) beim Kirin Cup im Stadion ausgetragen.
Die Fußballarena gehört zum 1,4 Mio. m² großen Shinshu Sky Park, der neben der Parkanlage auch weitere Sportstätte wie u. a. das Leichtathletikstadion Shinshu Sky Park Athletic Field, eine weitere Leichtathletikanlage, eine Tennisanlage, eine Turnhalle, ein Baseballfeld, eine Freibadanlage, Basketballspielfelder, das Reitstadion Matsumoto Equestrian Stadium sowie die Ausstellungshalle Yamabiko Dome bietet. Das Parkgelände ist in sieben Bereiche unterteilt. Dazu gehören auch Bereiche für den Familien- und Freizeitsport sowie eine Blumenpromenade. Rund 300 Meter südlich des Stadions liegt der Flughafen Matsumoto. Aufgrund der Nähe musste das Stadion teilweise rund zehn Meter im Boden versenkt werden. Die Gegentribüne hat wegen der Höhenbegrenzung für landende Flugzeuge kein richtiges Dach, sondern nur eine Stahlplattform für die Flutlichter.
Ursprünglich trug die Spielstätte den Namen Matsumotodaira Park Stadium. Im Sommer 2018 wurde der Sponsorenname mit dem Stichtag 1. Oktober 2018 für fünf Jahre neu vergeben.

## Galerie

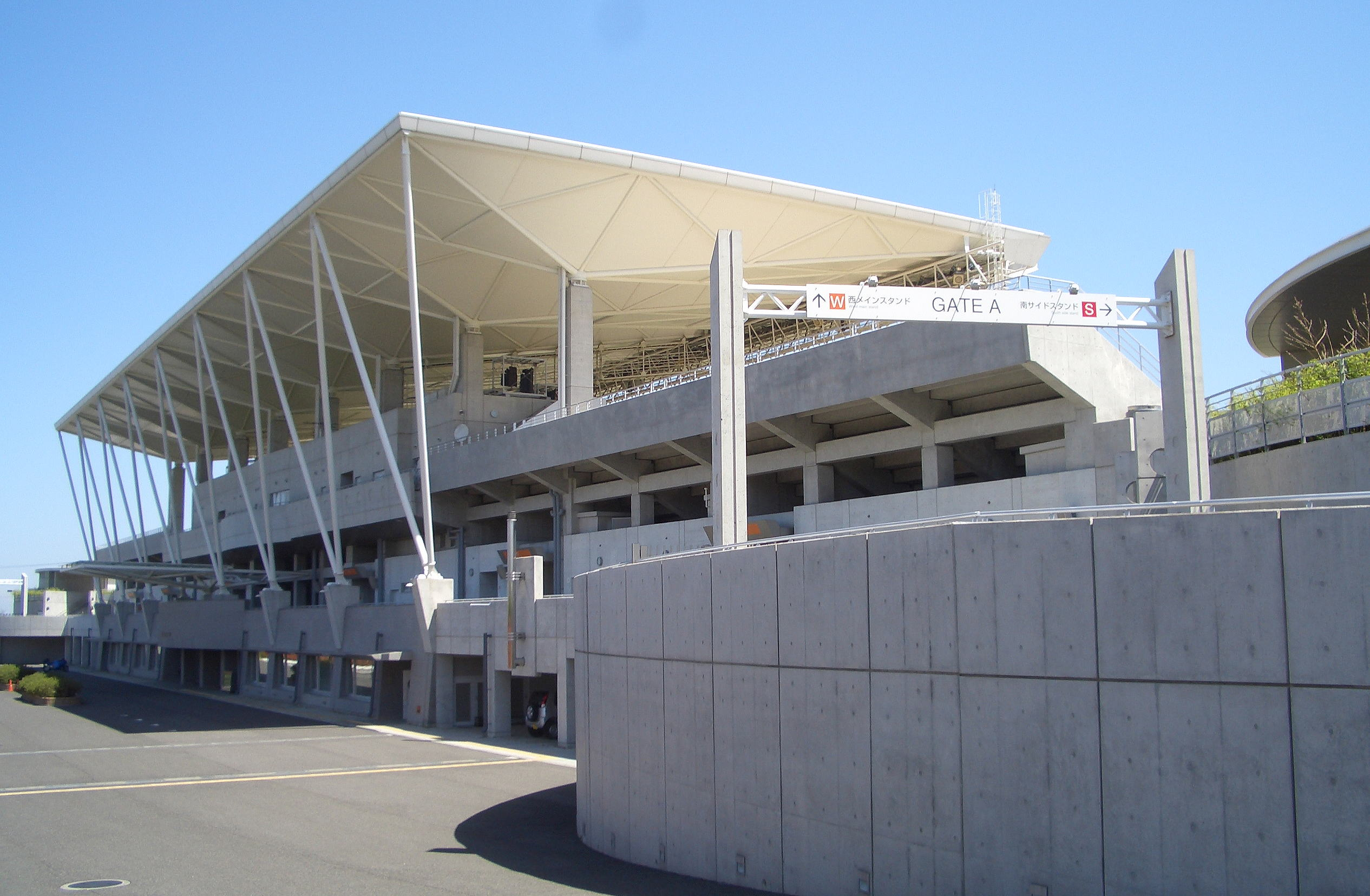
Rückwärtiger Blick auf die Haupttribüne (Mai 2005)
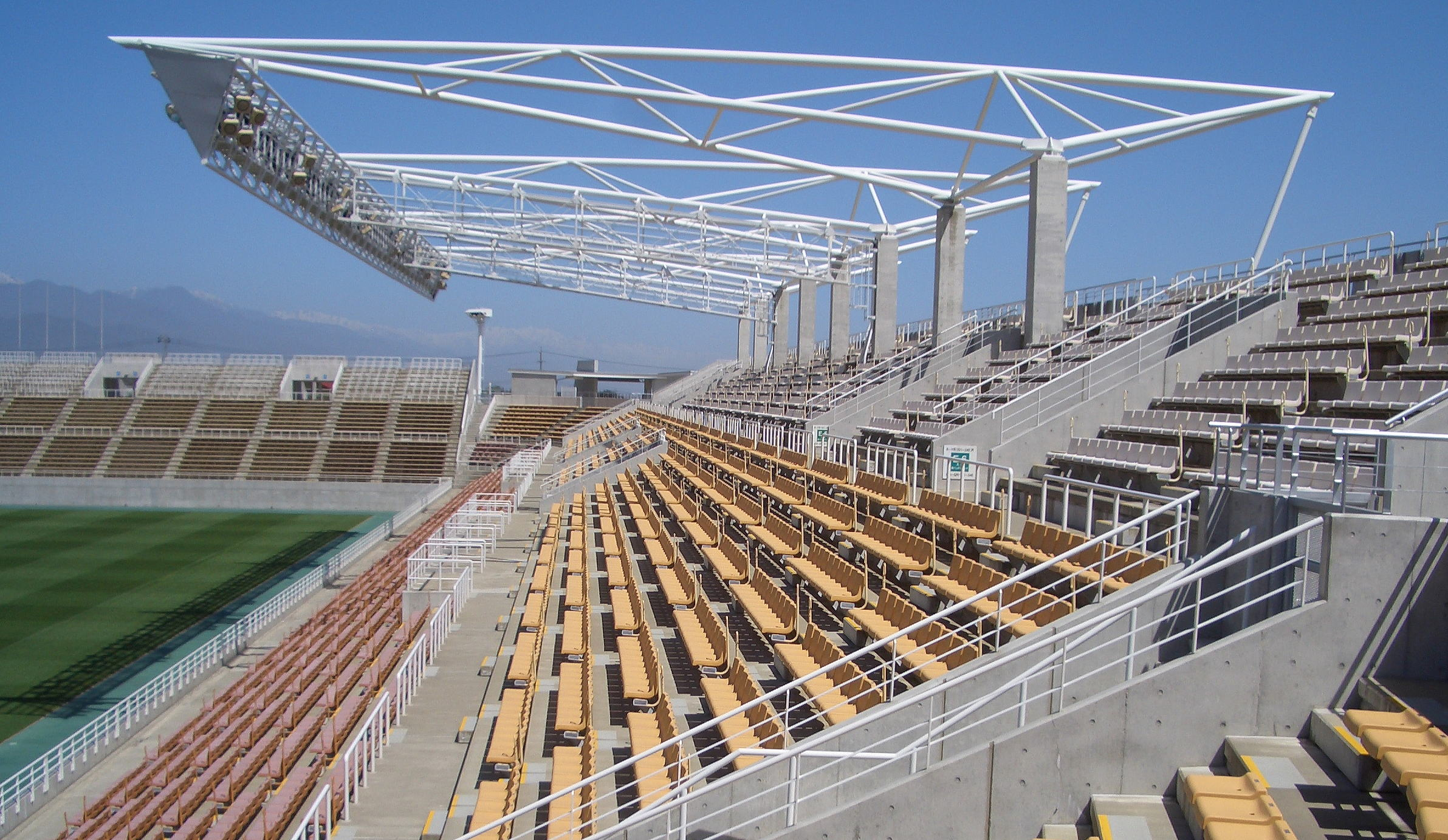
Die Gegengerade (Mai 2005)
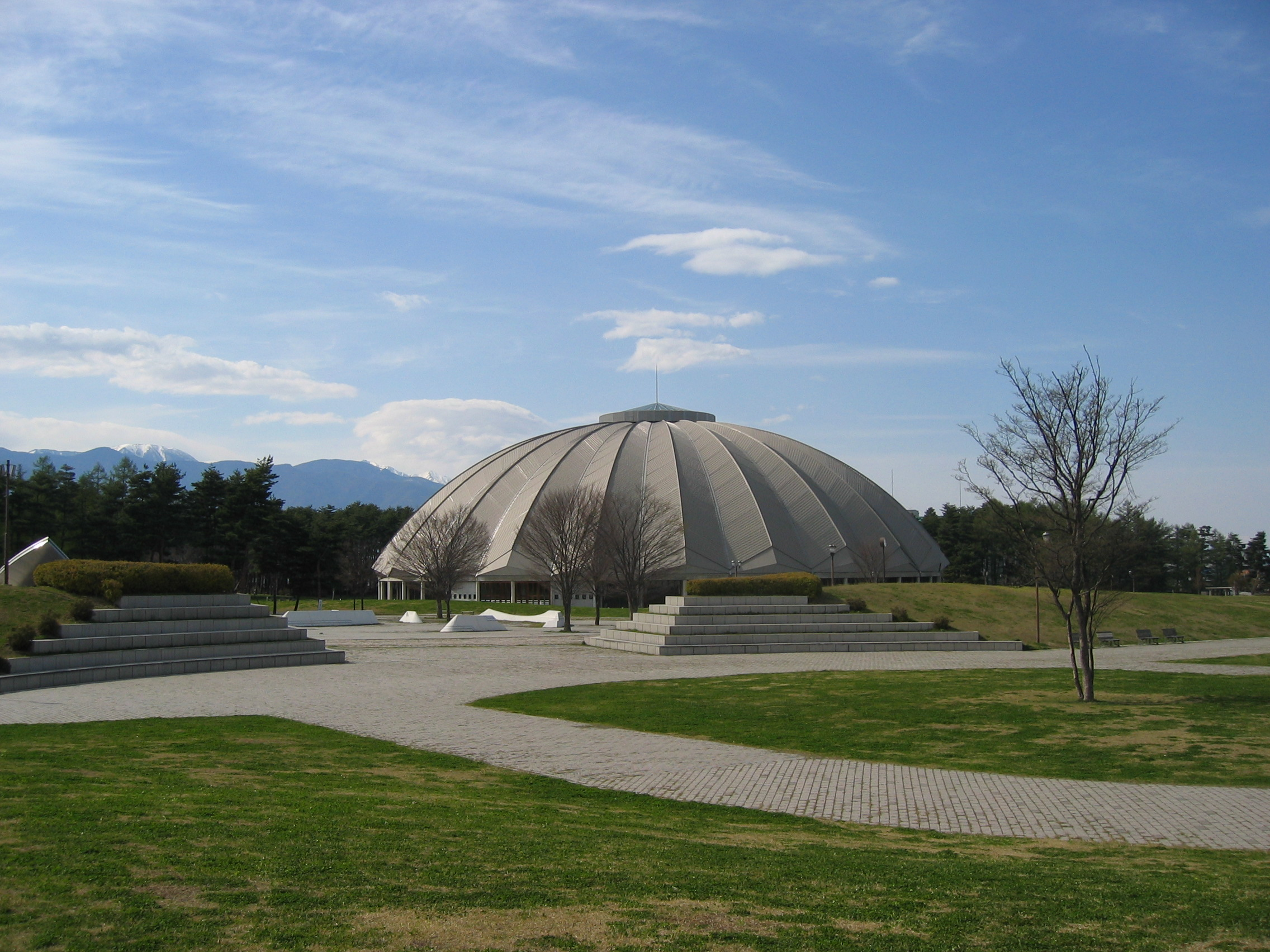
Der Yamabiko Dome im April 2006
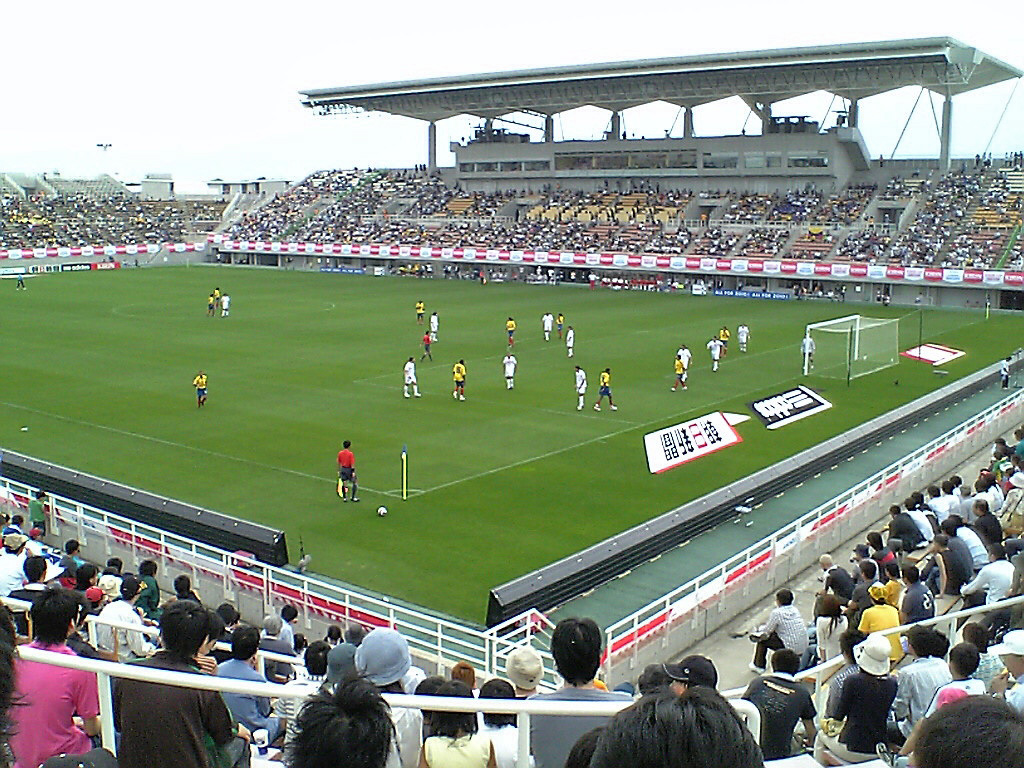
Spiel Kolumbien gegen Montenegro (1:0) beim Kirin Cup 2007
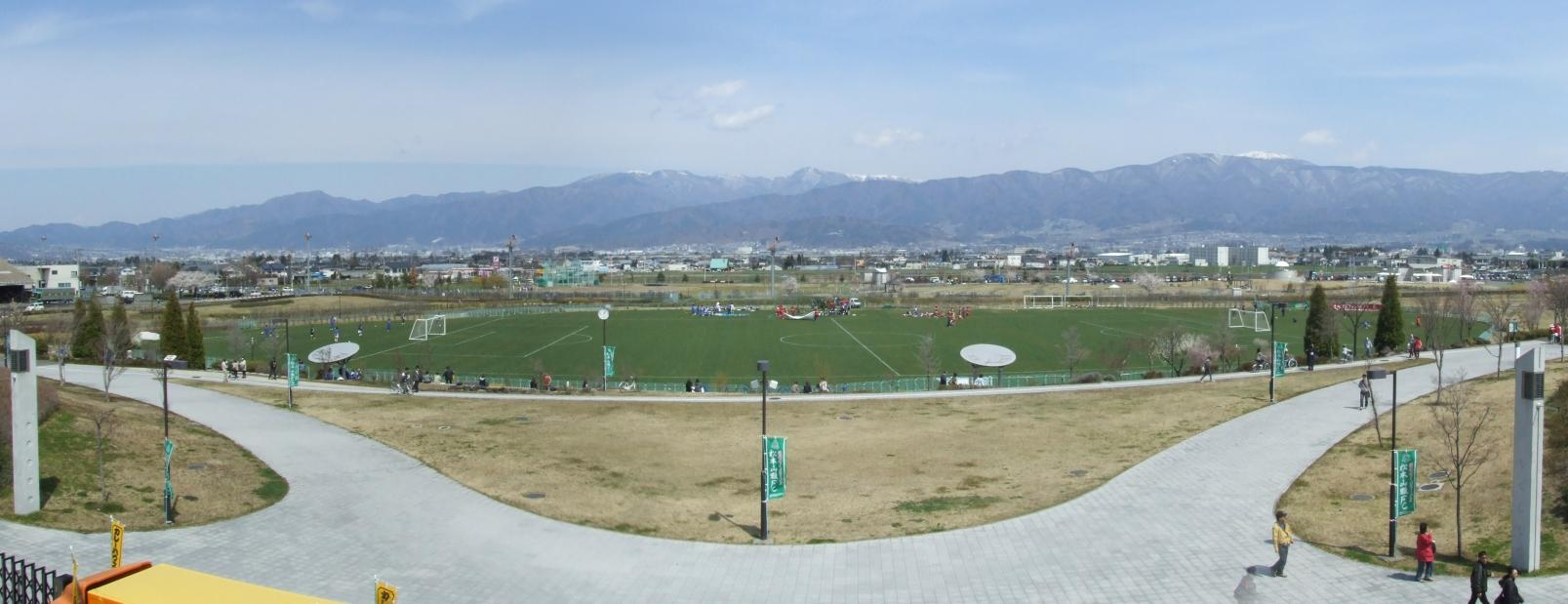
Östlich neben dem Stadion befindet sich ein weiterer Fußballplatz (April 2009)
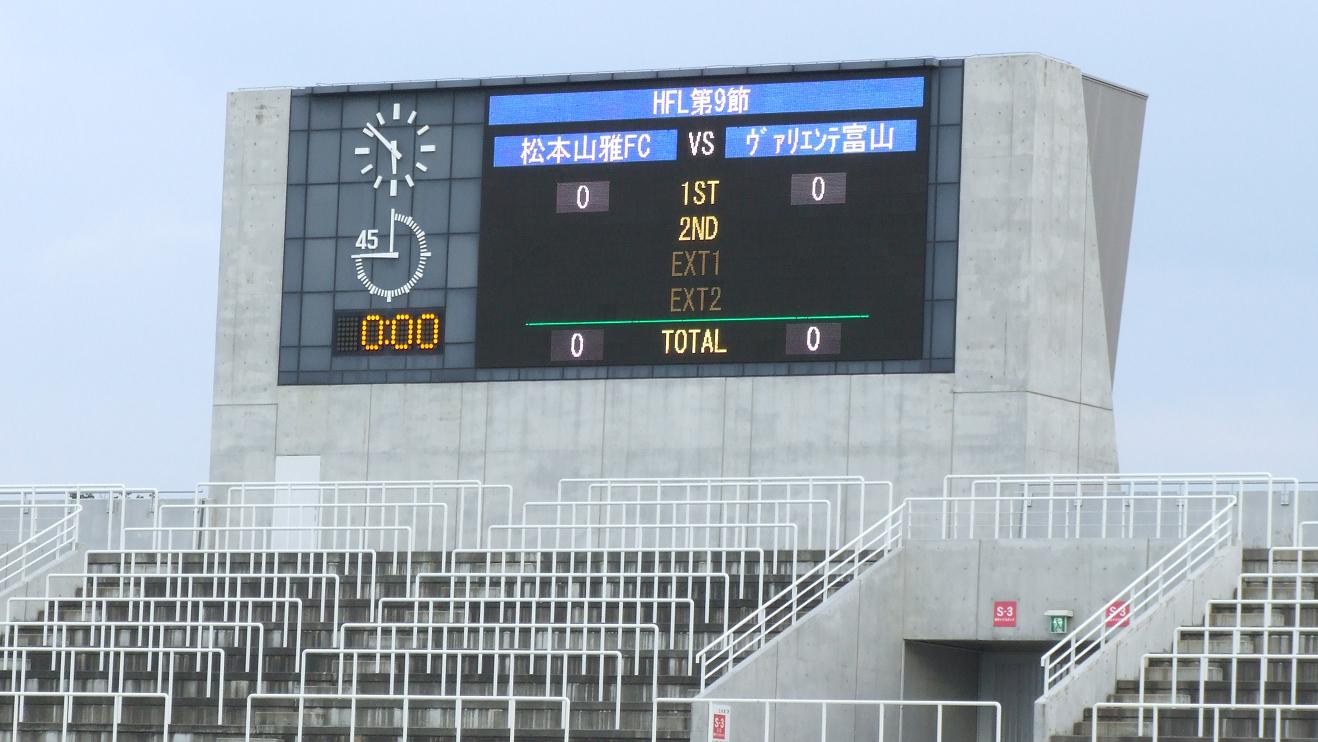
Die Anzeigetafel (Juni 2009)